# Гормаки
Гормаки — хутор в Палласовском районе Волгоградской области, в составе Революционного сельского поселения.
Население — 180 (2010)

## История
В 1940 году хутор входил в состав Поссовета (при совхозе «Революционный путь») Кайсацкого района Сталинградской области. В 1950 году в связи с упразднением Кайсацкого района хутор передан Палласовскому району. Поссовет совхоза «Революционный путь» впоследствии был преобразован в Революционный (Ревпутьский) сельсовет.

## Физико-географическая характеристика
Посёлок расположен в пределах Прикаспийской низменности, на высоте около 27 метров над уровнем моря. Почвы — светло-каштановые солонцеватые и солончаковые. Ландшафт местности суббореальный континентальный, полупустынный, морской аккумулятивный. Для данного типа ландшафта характерны плоские, реже волнистые равнины, с редкими балками, озёрными и солончаковыми котловинами, с полынно-типчаково-ковыльными и полынно-типчаковыми степями с участками сельскохозяйственных земель.
У посёлка проходит автодорога Быково — Кайсацкое. По автомобильным дорогам расстояние до административного центра Революционного сельского поселения хутора Прудентов составляет 16 км, до районного центра города Палласовка — 94 км, до областного центра города Волгоград — 200 км. Ближайшая железнодорожная станция Кайсацкая Приволжской железной дороги расположена в селе Кайсацкое в 62 км к востоку.
Часовой пояс
Гормаки, как и вся Волгоградская область, находится в часовой зоне МСК (московское время). Смещение применяемого времени относительно UTC составляет +3:00.

## Население
Динамика численности населения по годам:
| 1987 | 2002 |
| ---- | ---- |
| ≈190 | 241  |

| 2010 |
| ---- |
| 180  |